# Сан-Микеле-ин-Изола
Сан-Микеле-ин-Изола (итал. San Michele in Isola) — римско-католическая церковь на небольшом острове Сан-Микеле, расположенным между Венецией и островом Мурано. Изначально на этом месте был монастырь камальдулов, основанный в 1212 году, а теперь на острове находится главное городское кладбище Венеции — в XIX веке монастырь был почти полностью снесён. В 1469 году архитектор Мауро Кодуччи перестроил часть монастыря в церковь. Фасад здания построен из истрийского камня и является первым религиозным зданием ренессансной архитектуры в Венеции.

## История

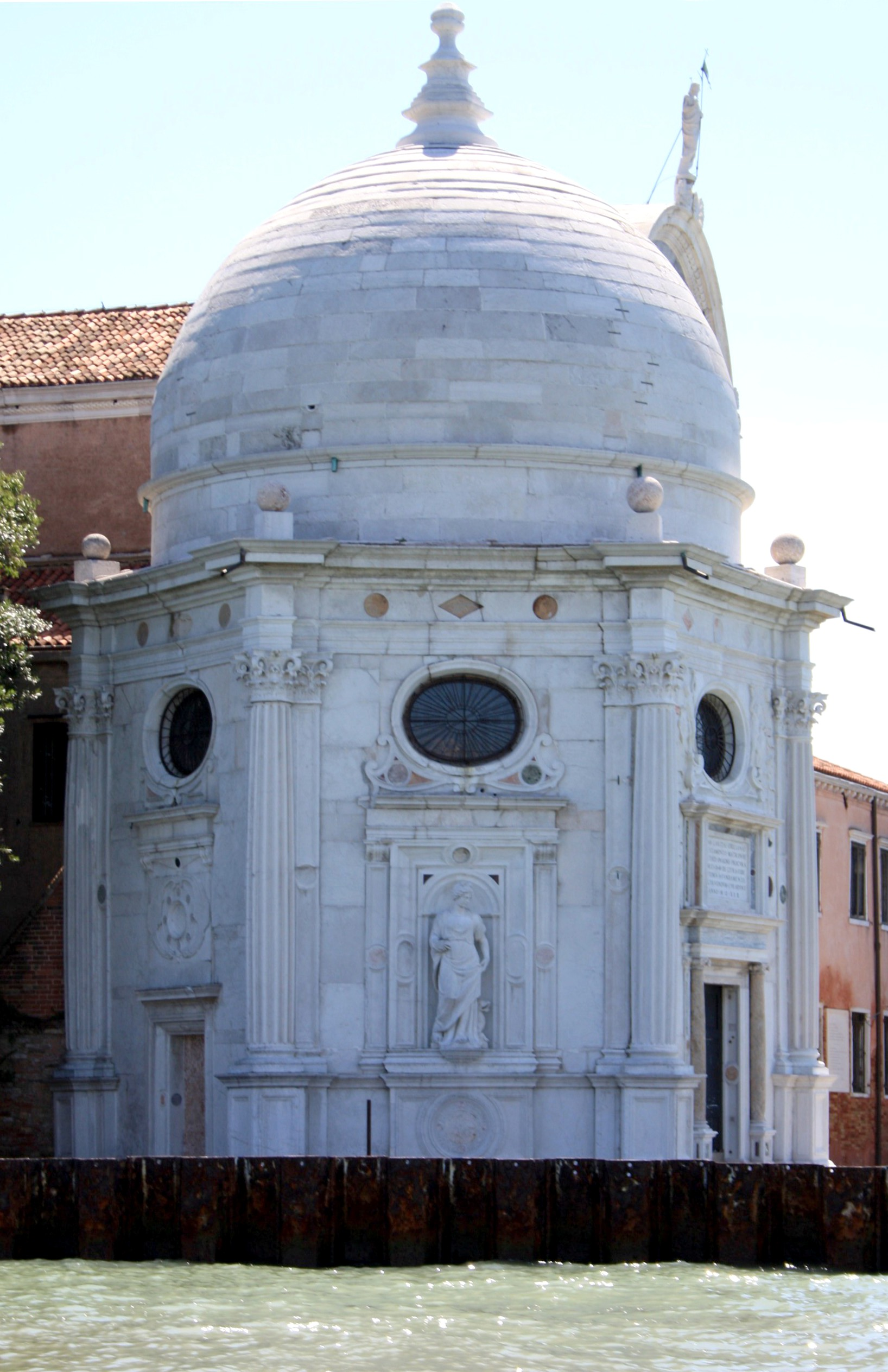
Капелла Эмилиани

Согласно итальянскому историку Фламинио Корнеру, существует камальдульская легенда, что Святой Ромуальд, основатель ордена, жил на этом острове около 1000 года, возможно, привлечённый его изолированностью по отношению к главным островам Венеции. Однако документы свидетельствуют о том, остров был предоставлен монашескому ордену в 1212 году с согласия епископов Марко Никкола и Буоно Бальби. Церковь была освящена в 1221 году при участии дожа Пьетро Дзиани.
В последующие века монастырь пережил несколько потрясений, в основном связанных с расколами в ордене; однако монастырь оставался значимым религиозным центром в Венеции. Камальдульский богослов Анджело Калоджера проживал в этом монастыре в 1716—1724 годах. С монастырем был связан монах и картограф Фра Мауро, известный своей картой мира. Плачидо Дзурла был монахом этого монастыря и написал рассказ об этой карте под названием «Il Mappamondo di Fra Mauro». В Сан-Микеле Плачидо подружился с камальдульцем Капеллари, который впоследствии стал папой Григорием XVI. С монастырем также связаны Пьетро I Орсеоло, Ансельмо Костадони, Джан Бенедетто Миттарелли и Пьетро Дельфино.
В 1453 году пожар уничтожил старую церковь, что послужило поводом для её капитальной реконструкции. До 1458 года строительство продвигалось медленно, что вызвало недовольство заказчиков, и архитектором был назначен бывший каменщик и не венецианец, родом из Ломбардии, Мауро Кодуччи. Это первая церковь, о которой известно, что она была спроектирована Кодуччи. Фасад построен полностью из истрийского камня, который со временем, выветрился до бледно-серого цвета. Храм считается одним из первых примеров архитектуры эпохи Возрождения в Венеции, фасад которого, как предполагают специалисты, был выполнен под влиянием построек флорентийца Леона Баттисты Альберти. Однако есть мнения, что на проект могли оказать влияние работы Юрая Далматинца — известно, что Кодуччи мог видеть его работы, во время возможной поездки для выбора камня в Истрии. Сильно рустованные ряды кладки истрийского камня на фасаде проходят прямо через ионические пилястры — характерная особенность, для которой можно найти более ранний аналог только в оформлении фасада Палаццо Пикколомини Бернардо Росселлино в Пьенце, построенного также в 1460-х годах, и также выполненном под влиянием работ Альберти. Проект Сан-Микеле-ин-Изола пользовался влиянием в Венеции. Когда строительство фасада было закончено, монах Пьетро Дельфино написал в 1477 году в письме к настоятелю своего монастыря Пьетро Дона: «Фасад, теперь завершенный и совершенный, сияет такой красотой, что сам по себе становится светом для глаз всех, кто проходит или проплывает мимо».
Монастырь был важным религиозным центром до его упразднения Наполеоном в 1810 году во время оккупации Венеции. Монахи продолжали свое общинное существование в качестве преподавателей школы, пока та тоже не была упразднена в 1814 году. Затем община переехала в Падую. В это время многие из оставшихся монастырских зданий были снесены, а земля стала использоваться как кладбище.

### Капелла Эмилиани
В своем завещании от 1427 года знатная веницианка Маргарита Виттури, умершая в 1455 году, оставила прокураторам cестиере Сан-Марко, которые управляли доверительными целевыми фондами, крупную сумму денег на строительство культового сооружения, посвященного Благовещению Девы Марии (Санта-Мария Аннунциата) и памяти её мужа Джамбаттисты Эмилиани. Проект был реализован лишь столетие спустя (1528—1543) по проекту архитектора Гульельмо деи Гриджи. Вскоре после завершения строительства у здания возникли проблемы с прочностью, и в 1560—1562 годах Якопо Сансовино провёл реконструкцию.
Над входной дверью находится надпись на латыни: «Margaritae Aemilianae testamento — Matronae pietate insignis — Procuratores divi Marci de Citra — fide optima a fundamentis extruendum — curarunt — Anno MDXXX».

## Архитектура
Церковь построена из белого истрийского камня и имеет характерные черты ренессансного стиля, включая общую симметрию композиции и геометризованные элементы декора.
Фасад трехчастный, с двумя ярусами. Нижний ярус характеризуется гладким рустом, который также покрывает ионические пилястры, внутри которого находится центральный входной портал с треугольным фронтоном и два высоких окна в простенках по сторонам. Верхний ярус, обрамлён ионическими пилястрами, в отличие от нижнего, верхний ярус гладкий и не рустованный, с большим окулюсом, вокруг которого расположены четыре круглых малых окна. Над вторым ярусом возвышается полуциркульный фронтон, а по сторонам ко второму ярусу примыкают два полуарочных крыла с тонким рельефным орнаментом в виде раковин; в месте их соединения с центральной частью находится выступающий карниз, который рассекает пилястры.
Классические пилястры и арочный фронтон фасада, скрывающий верхнюю часть центрального нефа, а полуарочные элементы фасада, скрывающие кровлю боковых нефов, наводят на мысль о знакомстве Кодуччи с проектом Леона Баттисты Альберти храма в Римини, но общая схема может восходить и к традиционной форме фасадов венецианских приходских церквей, многие из которых завершались арками над нефом и боковыми нефами. Верхний ярус фасада выполнен оригинально: пилястры, обрамляющие центральную часть фасада, охватывают углы, создавая впечатление колонн, на которые, как кажется, опираются края боковых полуарок; центральная арка и две боковых полуарки украшены лепниной в виде насечек, с мотивами морских раковин.
Трехнефный интерьер церкви имеет плоские потолки, что часто встречается во флорентийских церквях того времени, например, в тех, что были спроектированы Филиппо Брунеллески.
Капелла Эмилиани, шестиугольная в плане и увенчанная куполом из истрийского камня, расположена слева от фасада церкви. Внутри капеллы находятся три небольших алтаря, каждый из которых украшают три мраморных алтарных образа — Благовещение, Поклонение волхвов, Поклонение пастухов, выполненные скульптором Джованни Баттиста да Карона. Он же является автором двух статуй из истрийского камня — Святой Маргариты и Святого Иоанна Крестителя, установленных в нишах на фасаде часовни.

## Современное использование
Сегодня Сан-Микеле-ин-Изола служит приходской церковью и является частью кладбищенского комплекса острова Сан-Микеле.

## Комментарии
1. ↑  «Согласно завещанию Маргариты Эмилиани — Матроны, отмеченной благочестием, — прокураторы по доверительному управлению фондами cестиере божественного Марка — с наилучшими намерениями от фундамента построили — в году 1530».